# جیکاب منسا
جیکاب منسا (انگلیسی: Jacob Mensah؛ زادهٔ ۱۸ ژوئیهٔ ۲۰۰۰) بازیکن فوتبال است.